# Seven Wishes
Albums de Night Ranger
Midnight Madness
(1983) Big Life
(1987)
Singles
Seven Wishes est le troisième album studio publié en mai 1985 par Night Ranger sur le label MCA. Produit par Pat Glasser, cet album a atteint la dixième position du Billboard 200 le 3 août 1985 et a été certifié disque de platine par la RIAA le 15 novembre 1985. Il contient plusieurs hit-singles :
- Sentimental Street, classé à la huitième position du Billboard Hot 100 le 27 juillet 1985 ;
- Goodbye, classé à la dix-septième position du Billboard Hot 100 le premier février 1986 ;
- Four in the Morning, classé à la dix-neuvième position du Billboard Hot 100 le 12 octobre 1985.

## Titres
- Seven Wishes (Blades) 4:54
- Faces (Keagy / Blades / Fitzgerald) 4:12
- Four in the Morning (I Can't Take Anymore) (Blades) 3:54
- I Need a Woman (Blades) 4:40
- Sentimental Street (Blades) 4:14
- This Boy Needs to Rock (Blades / Gillis) 4:00
- I Will Follow You (Fitzgerald / Blades) 4:16
- Interstate Love Affair (Blades) 3:16
- Night Machine (Blades / Keagy / Gillis) 4:34
- Goodbye (Watson / Blades) 4:22

## Musiciens
- Jack Blades : basse, chant
- Jeff Watson : guitare
- Brad Gillis : guitare
- Alan Fitzgerald : claviers
- Kelly Keagy : batterie, chant